# A Fool There Was (film, 1914)
Pour les articles homonymes, voir A Fool There Was.
Pour plus de détails, voir Fiche technique et Distribution.
A Fool There Was est un film muet américain de comédie réalisé par Frank Griffin et sorti en 1914.
Ce film ne doit pas être confondu avec A Fool There Was (Embrasse-moi idiot) sorti l'année suivante.

## Fiche technique
- Titre original : A Fool There Was
- Réalisation : Frank Griffin
- Scénario : Frank Griffin
- Producteur : Siegmund Lubin et Arthur Hotaling
- Société de production : Lubin Manufacturing Company
- Pays d’origine :  États-Unis
- Langue : intertitres en anglais
- Format : Noir et blanc - 35 mm - 1,37:1  -  Muet
- Genre : comédie
- Longueur : une bobine
- Dates de sortie : 
  -  5 septembre 1914

## Distribution
- Jerold T. Hevener : George
- Mabel Paige : Bess
- Frank Griffin[1] : le chauffeur
- Oliver Hardy[2] : un agent de la circulation

## Autour du film
Après la sortie quelques mois après et le succès du film Embrasse-moi idiot (A Fool There Was) avec Theda Bara en vedette, les producteurs changèrent le titre en She Wanted a Car.